# Capitán Sarmiento partido
Capitán Sarmiento egy partido (körzet) Argentínában a Buenos Aires tartományban. A fővárosa Capitán Sarmiento.

## Települések
Localidades
| - Capitán Sarmiento - La Luisa |

Intendentes del municipio
| - Clemente Pablo Salamero - Julio Venturino - Juan Rangugni - Aldo Lucotti - Arístides Grimaldi | - Jose Baud - Alberto Tirante - Horacio Tapia - Francisco Álvarez - Oscar Olives | - Oscar Darío Ostoich - Francisco Álvarez - Oscar Darío Ostoich |

## Népesség
| Népesség | 9.479 | 10.326 | 11.392  | 12.854  |
| Változás | -     | +8,93% | +10,32% | +12,83% |